# 瑞讯集团
瑞讯集团（Swissquote Group Holding Ltd）是一家总部位于瑞士的银行集团，专注于提供交易、投资解决方案和银行服务等金融服务。瑞讯集团还为独立资产管理人和金融机构提供服务。公司总部位于瑞士格朗（Gland, Switzerland），在苏黎世、伦敦、卢森堡、马耳他、布加勒斯特、塞浦路斯、迪拜、新加坡、中国香港和开普敦均设有办事处。截至2024年，公司拥有超过1,217名员工。集团股票自2000年5月29日起在瑞士证券交易所（SIX Swiss Exchange）上市，交易代码为“SQN”。瑞讯银行（Swissquote Bank Ltd）持有瑞士金融市场监督管理局（Swiss Financial Market Supervisory Authority）(FINMA)颁发的银行牌照，并且是瑞士银行家协会（Swiss Bankers Association）(SBA)的成员。

## 历史

### 万维通信公司（Marvel Communication SA）的成立（1990年）
1990年，马克·比尔基（Marc Bürki）和保罗·布齐（Paolo Buzzi）创立了万维通信公司（Marvel Communication SA），这是一家专门为金融行业开发软件和网络应用程序的公司。

### 瑞讯金融平台的诞生（1996年）
万维通信公司推出了瑞讯金融平台（Swissquote），并于1996年成为首个提供瑞士证券交易所所有证券免费访问权限的在线金融平台。

### 瑞讯上市（2000年）
2000年5月29日，瑞讯集团成功上市，在瑞士证券交易所（SIX Swiss Exchange）挂牌交易，发行了41万股注册股票，总价值1亿瑞士法郎（CHF），股票代码为“SQN”。同年，公司获得银行牌照。

### 拓展国际市场（2001-2002年）
2001年，瑞讯集团（Swissquote）获得了瑞士证券交易所（当时为SWX和Virt-X）、美国纽约证券交易所（NYSE）、纳斯达克证券交易所（NASDAQ）和美国证券交易所（AMEX）的市场准入。2002年，瑞讯通过收购康索斯瑞士公司（Consors Switzerland AG）和吸纳斯堪的纳维亚银行瑞士分部（Skandia Bank Switzerland）的客户，进一步拓展至新的市场，扩大了其金融产品与服务范围。

### 合作伙伴关系与发展阶段（2009–2016年）
2009年，瑞讯在瑞士洛桑联邦理工学院（Swiss Federal Institute of Technology in Lausanne, EPFL）设立量化金融学讲席，并推出公司的首支量化基金。2010年，瑞讯进行了两项重要收购。6月，瑞讯收购了Tradejet AG，一家总部位于苏黎世（Zurich）的在线信息平台和经纪商。10月，瑞讯收购了ACM高级货币市场公司（ACM Advanced Currency Markets AG），拓展至在线外汇交易（Forex）领域。2012年5月，瑞讯与高盛集团（Goldman Sachs）及瑞银集团（UBS）合作，推出瑞士衍生品场外交易系统（Swiss Derivatives OTC Trading System, Swiss DOTS）。随后，冯托贝尔银行（Vontobel）、法国巴黎银行（BNP Paribas）和法国兴业银行（Société Générale）等金融机构相继加入。
2013年2月，瑞讯与巴塞尔乡村州银行（Basellandschaftliche Kantonalbank）合作，推出在线抵押贷款（mortgage）服务。同年9月，瑞讯进一步拓展国际市场，收购了MIG银行（MIG Bank），使其成为主要的外汇经纪商之一。2014年，瑞讯与瑞士邮政银行（PostFinance）建立长期战略合作伙伴关系。从2015年秋季起，瑞讯成为瑞士邮政银行的在线交易平台，负责处理瑞士邮政银行客户的电子交易所订单。
2015年1月，瑞士国家银行（Swiss National Bank）决定取消1.20瑞士法郎兑1欧元的最低汇率，瑞讯随即拨备2,500万瑞士法郎（CHF）作为风险储备金，但未影响银行的盈利能力和稳健性。2015年2月9日，瑞讯金融服务公司（Swissquote Financial Services）向马耳他金融服务管理局（Malta Financial Services Authority）交还第三类投资服务牌照（Category 3 Investment Services License）。
2015年9月，瑞讯推出主题交易（Themes Trading），这是一项新的主题投资服务，为客户提供相关信息，使其能够针对特定趋势展开投资。同年，瑞讯推出了适用于Apple TV的金融应用程序，提供全天候的财经新闻报道。此外，受《宝可梦GO》（Pokémon GO）启发，瑞讯的工程师开发了Swissquote GO，一款基于地理位置的瑞士金融游戏。

### 进军加密货币市场（2017年）
2017年，瑞讯推出比特币（Bitcoin）、比特币现金（Bitcoin Cash）、以太坊（Ether）、莱特币（Litecoin）和瑞波币（Ripple）等五种加密货币交易服务。

### 扩展与新银行服务（2018-2019年）
2018年8月，瑞讯收购卢森堡（Luxembourg）Internaxx银行（Internaxx Bank SA），该银行拥有约12,000名客户及20亿欧元的客户资产，此举使瑞讯得以进入欧洲市场不受限制。经欧洲中央银行（European Central Bank）及卢森堡金融监管委员会（CSSF）批准后，该银行更名为瑞讯欧洲银行（Swissquote Bank Europe SA），成为瑞讯集团的全资子公司。此次收购恰逢欧洲证券和市场管理局（European Securities and Markets Authority）实施新规，该规定限制了零售经纪商的杠杆交易，并禁止二元期权的营销、销售及分销，间接促进了瑞讯的业务增长。
同年，瑞讯推出多币种信用卡，可用于12种不同货币支付，且无转换费用。
瑞讯与百达银行（Banque Pictet）、瑞银集团（UBS）、贝莱德（BlackRock）、冯托贝尔银行（Vontobel）、汇丰银行（HSBC）及苏黎世州银行（Zürcher Kantonalbank）等主要金融机构建立合作伙伴关系，使客户能够投资于各类基金。
自2018年10月起，瑞讯提供通过瑞士法郎账户购买代币（Token）并存储的服务，并支持参与首次代币发行（ICO）。
2019年，瑞讯扩展至亚太市场，在新加坡成立瑞讯新加坡公司（Swissquote Singapore Pte）。
2019年11月，瑞讯向瑞士金融情报办公室（Money Laundering Reporting Office Switzerland, MROS）报告了蓝海银行（Blue Ocean Bank）及Helin集团（Helin Group）涉及的1亿美元可疑资金。随后，瑞士当局展开调查，瑞讯冻结了相关账户。

### 与PostFinance联合推出Yuh（2021年）
2021年4月7日，Yuh有限公司（Yuh Ltd.）作为瑞讯银行（Swissquote Bank AG）与瑞士邮政银行（PostFinance AG）的合资企业在瑞士成立。Yuh App正式上线，提供支付、储蓄及投资工具，支持股票、加密货币、主题投资及交易型开放式指数基金（ETF）等金融产品，致力于为初学者提供更易于使用的投资服务。

### 近期发展与战略合作（2021年至今）
自2022年1月1日起，卢塞恩州银行（Luzerner Kantonalbank, LUKB）成为瑞讯的独家抵押贷款分销合作伙伴。
2022年10月，瑞讯推出加密货币交易所SQX，并获得迪拜金融市场（Dubai Financial Market）的准入资格。2022年11月11日至12日，该平台遭遇大规模DDoS攻击，导致系统长时间宕机。
2023年起，瑞讯支持南非Santé Solaire项目，作为其可持续发展承诺的一部分。
2023年3月，瑞讯在主题交易（Themes Trading）中推出影响力投资（Impact Investing），该投资组合使客户能够投资优质股票，同时将50%的股息用于实际项目，例如Solafrica计划，该计划旨在为布基纳法索的医疗中心提供太阳能电力。
2023年5月，瑞讯与Stableton投资公司及晨星指数（Morningstar Indexes）合作，推出主动管理证书（Actively Managed Certificate, AMC），该产品面向瑞士零售投资者，为其提供对晨星（Morningstar）甄选的20家独角兽（unicorn）企业的投资机会。同年晚些时候，瑞讯推出全新的投资与储蓄解决方案，进一步拓展资产管理业务。
2023年11月，瑞讯推出瑞士房地产证书（Swiss Real Estate Certificate），该产品由总部位于洛桑的Finstoy财富管理公司管理，该公司拥有超过十年的资产管理经验。该证书使投资者能够通过投资专注于瑞士房地产的基金组合，间接参与瑞士房地产市场。
2024年10月，瑞讯推出零碎股交易（Fractional Share Trading），使零售投资者可以购买部分股票，同时扩大与法国巴黎银行证券服务（BNP Paribas）的合作。

## 运营
瑞讯集团提供广泛的金融服务，包括证券交易、外汇（Forex）和差价合约（CFD）交易、加密货币交易，其客户涵盖零售投资者、机构投资者和企业客户。此外，公司还提供多样化的投资和储蓄解决方案，以及包括多币种借记卡和抵押贷款在内的银行服务。
瑞讯集团在多个司法管辖区总共设有十家获得监管许可的子公司，其中主要实体包括瑞讯银行有限公司（Swissquote Bank Ltd，瑞士）、瑞讯中东及非洲有限公司（Swissquote MEA Ltd，迪拜）、瑞讯欧洲银行有限公司（Swissquote Bank Europe Ltd，卢森堡）以及瑞讯资本市场有限公司（Swissquote Capital Markets Ltd，塞浦路斯）。此外，在英国、马耳他、新加坡、中国香港、罗马尼亚和南非等地也设有运营机构。
截至2024年12月31日，瑞讯集团管理的客户资产总额超过760亿瑞士法郎（CHF），涵盖超过65万个私人及机构账户。公司实现营业收入6.643亿瑞士法郎，较2023年增长25.1%。营业利润同比增长35.3%，达3.456亿瑞士法郎，而净利润创下历史新高，达2.942亿瑞士法郎。值得注意的是，加密货币业务的净收入同比增长353.2%，达8,550万瑞士法郎，占瑞讯集团同期总营业收入的13%左右。

## 产品与服务
瑞讯集团为个人、企业及金融机构提供广泛的金融产品与服务。

### 零售客户
瑞讯集团为个人投资者提供一系列服务，包括交易，可访问股票、交易型开放式指数基金（ETF）、债券、期权、期货、结构化产品，并提供瑞讯衍生品场外交易系统（Swiss DOTS）和主题交易（Themes Trading）等独家功能。
- 其加密货币服务支持加密货币交易、托管、钱包解决方案以及数字资产质押（Staking）[62]。
- 外汇与差价合约（Forex & CFD）交易通过瑞讯集团专有CFXD平台以及MetaTrader 4和 MetaTrader 5提供支持，并集成Autochartist交易信号分析工具[63]。
- 银行和储蓄选项包括"Invest Easy"投资组合管理[64]、"3a Easy"退休储蓄账户、支票账户、借记卡及抵押贷款[65]，与卢塞恩州银行（Luzerner Kantonalbank）合作。
- Yuh App由瑞讯集团与瑞士邮政银行联合开发，提供支付、储蓄及投资工具[66][67]。

### 机构客户
瑞讯集团为企业和金融机构提供一系列服务。
- 其交易和经纪服务包括多资产类别经纪、全球托管、结构化产品、隆巴德贷款（Lombard loans）、证券借贷以及托管管理。
- 外汇与资金管理服务涵盖外汇即期交易、掉期、远期合约、杠杆交易、贵金属及信托投资[68]。
- 瑞讯集团的数字资产服务涵盖加密货币交易、托管、质押（Staking）、借贷以及自主运营的SQX加密货币交易所[69][70]。
- 公司还提供科技解决方案，包括外汇交易平台和API接口，可实现交易平台的无缝集成[71]。

## 赞助
自2015年1月至2021年5月，瑞讯集团一直是曼联足球俱乐部（Manchester United）的官方合作伙伴。这一全球合作旨在扩大瑞讯集团的品牌影响力，使其金融服务触及更广泛的受众群体，曼联在全球拥有超过6.5亿球迷。
2020年，公司成为瑞士冰球队日内瓦-塞尔维特（Genève-Servette HC, GSHC）的官方赞助商。2021年，瑞讯集团成为苏黎世狮子冰球队（ZSC Lions）的官方赞助商。
自2021年起，瑞讯集团成为欧洲足联欧洲联赛（UEFA Europa League）和欧洲协会联赛（UEFA Europa Conference League）的合作伙伴。
2024 年12月，瑞讯集团及其合资企业Yuh被宣布成为2025年欧洲女子足球锦标赛（UEFA Women's EURO 2025）的官方国家合作伙伴，该赛事将在瑞士举行。